# Idário Sanches Peinado
Idário Sanches Peinado (São Paulo, 9 mei 1927 – Santos, 18 september 2009) was een Braziliaanse voetballer, bekend onder zijn spelersnaam Idário. 

## Biografie
Idário, van Spaanse afkomst, begon zijn carrière bij de jeugd van Corinthians en begon in 1949 in het eerste elftal, hij was toen al 22. Met de club won hij drie keer het Campeonato Paulista, drie keer het Torneio Rio-São Paulo en in 1953 de Pequeña Copa del Mundo, de voorloper op de wereldbeker. Hij speelde tot 1959 voor Corinthians en maakte dan de overstap naar kleinere club Nacional, ook uit São Paulo, waar hij zijn carrière beëindigde. 
Hij overleed in 2009 na de gevolgen van een beroerte. 